# (473091) 2015 HU153
(473091) 2015 HU153 es un asteroide perteneciente al cinturón de asteroides, descubierto el 28 de marzo de 2004 por el equipo del Spacewatch desde el Observatorio Nacional de Kitt Peak, Arizona, Estados Unidos.

## Designación y nombre
Designado provisionalmente como 2015 HU15.

## Características orbitales
2015 HU153 está situado a una distancia media del Sol de 2,972 ua, pudiendo alejarse hasta 3,327 ua y acercarse hasta 2,617 ua. Su excentricidad es 0,119 y la inclinación orbital 10,44 grados. Emplea 1871 días en completar una órbita alrededor del Sol.

## Características físicas
La magnitud absoluta de 2015 HU153 es 16,2.